# Фохт, Константин Константинович
 Константин Константинович фон Фохт  (1860—1920) — русский геолог, хранитель геологического кабинета Санкт-Петербургского университета, исследователь Крыма и Кавказа.

## Биография
Родился 24 февраля (7 марта) 1860 года (по другим сведениям 27 февраля (10 марта) 1860) в урочище Манглиси Тифлисского уезда Тифлисской губернии. Отец — командир гренадерского Эриванского полка Константин Густавович фон Фохт, скончавшийся до рождения сына, в ночь с 13 на 14 января 1860 года; мать — Людмила Николаевна, урождённая Шелашникова.
Первоначальное образование получил в лицее Цесаревича Николая в Москве, затем учился в Ставропольской классической гимназии и окончил среднее образование в 1879 году в Тифлисской гимназии. В том же году поступил на физико-математический факультет Санкт-Петербургского университета, учился по разряду естественных наук. Курс окончил в 1883 году со званием кандидата. Был оставлен при университете, с 1886 года состоял сверхштатным хранителем его геологического кабинета. Некоторое время занимался в Вене у Фукса (англ.) и Зюсса. С 1898 года входил в состав Геологического комитета. В 1908—1912 годах преподавал палеонтологию на Высших женских курсах, в 1909—1910 годах — историческую геологию в Женском педагогическом институте.
Первая научная работа Фохта была в области петрографии и посвящена авгитовому порфириту из Виданского погоста Петрозаводского уезда. Но вся последующая работа К. К. Фохта была посвящена Крыму. Он — автор десятивёрстной геологической карты Крыма (была издана в 1925 году).
Был действительным членом Русского палеонтологического общества.
В 1918 году переехал на Кавказ, оказался в оккупированном турецкими войсками Батуми, где и умер от дизентерии 15 сентября 1920 года.
Был женат на Ольге Марковне, урождённой Герценштейн. Их сын, Константин (? — после 1936) окончил Институт инженеров путей сообщения, в 1936 году был сослан в Куйбышев.